# Lake Hakanoa
Der Lake Hakanoa ist ein See in der Region Waikato auf der Nordinsel von Neuseeland.

## Geographie
Der Lake Hakanoa befindet sich nordöstlich des Stadtzentrums von Huntly, einer Kleinstadt im Waikato District. Der 52 Hektar große See besitzt bei einem Seeumfang von rund 3,27 km, eine Länge von rund 1,0 km in Südost-Nordwest-Richtung und misst an seiner breitesten Stelle rund 740 m in Westsüdwest-Ostnordost-Richtung. An seiner tiefsten Stelle misst der Lake Hakanoa 2,5 m und sein Wassereinzugsgebiet dehnt sich auf einer Fläche von 613 Hektar aus. Gespeist wird der See durch ein paar wenige von Süden zulaufende Streams und entwässert an seinem nordwestlichen Ende in Richtung des Waikato River.